# Raccolta Lercaro
La Raccolta Lercaro di Bologna è un museo di arte antica, arte moderna e contemporanea. La collezione d’arte nasce dall’unione delle opere personali acquisite dal cardinale Giacomo Lercaro (arcivescovo di Bologna dal 1952 al 1968) con quelle che artisti, collezionisti o semplici estimatori, nel tempo, gli hanno voluto donare in segno di profonda stima. Il primo “dono” risale al 1971 ed è rappresentato dall’omaggio di quattro artisti bolognesi (Aldo Borgonzoni, Pompilio Mandelli, Enzo Pasqualini, Ilario Rossi) al Cardinale in occasione del suo 80º compleanno.
È questo l’evento da cui si origina l’idea di aprire a tutti la fruizione delle opere allestendole nelle sale di Villa San Giacomo, la residenza del Cardinale sulle colline bolognesi. Negli anni successivi, la graduale apertura a un pubblico sempre più ampio e l’incrementarsi delle donazioni rendono necessario l’ordinamento secondo criteri museografici.
La collezione permanente oggi comprende opere di Giacomo Manzù, Arturo Martini, Francesco Messina, Vittorio Tavernari, Giovanni Boldini, Georges Rouault, Ettore Spalletti e molti altri. Tra le opere di pittura e grafica, lavori di Giacomo Balla, Filippo de Pisis, Renato Guttuso, Antonio Mancini, Giorgio Morandi, Adolfo Wildt. Questi dialogano con alcune pregevoli opere antiche, tra cui un tondo in gesso raffigurante una Madonna del Latte (fine XV-XVI secolo) e tre arazzi di manifattura fiamminga (fine XVI-inizio XVII secolo).

## Storia
Nel 1972, dopo una mostra presso la storica Galleria San Luca di Bologna, il primo nucleo di opere - gestite dalla neonata Fondazione Cardinale Giacomo Lercaro - venne allestito presso Villa San Giacomo, a Ponticella di San Lazzaro di Savena, con il nome di "Galleria d'arte moderna di Villa San Giacomo" e cominciò a ingrandirsi sotto la direzione di Elva Bonzagni Poggi, sorella del pittore Aroldo Bonzagni.
Nel 1989 la direzione passò a Franco Solmi e, di lì a breve, a Marilena Pasquali, che la mantenne fino al 2007 occupandosi anche del trasferimento nella nuova sede urbana di via Riva di Reno, a Bologna, avvenuta nel 2003 grazie ai fondi della Fondazione Carisbo.
Nel 2008 la direzione è passata al gesuita Andrea Dall'Asta, poi a Francesca Passerini e, nel 2023, a Giovanni Gardini.

## Galleria d'immagini

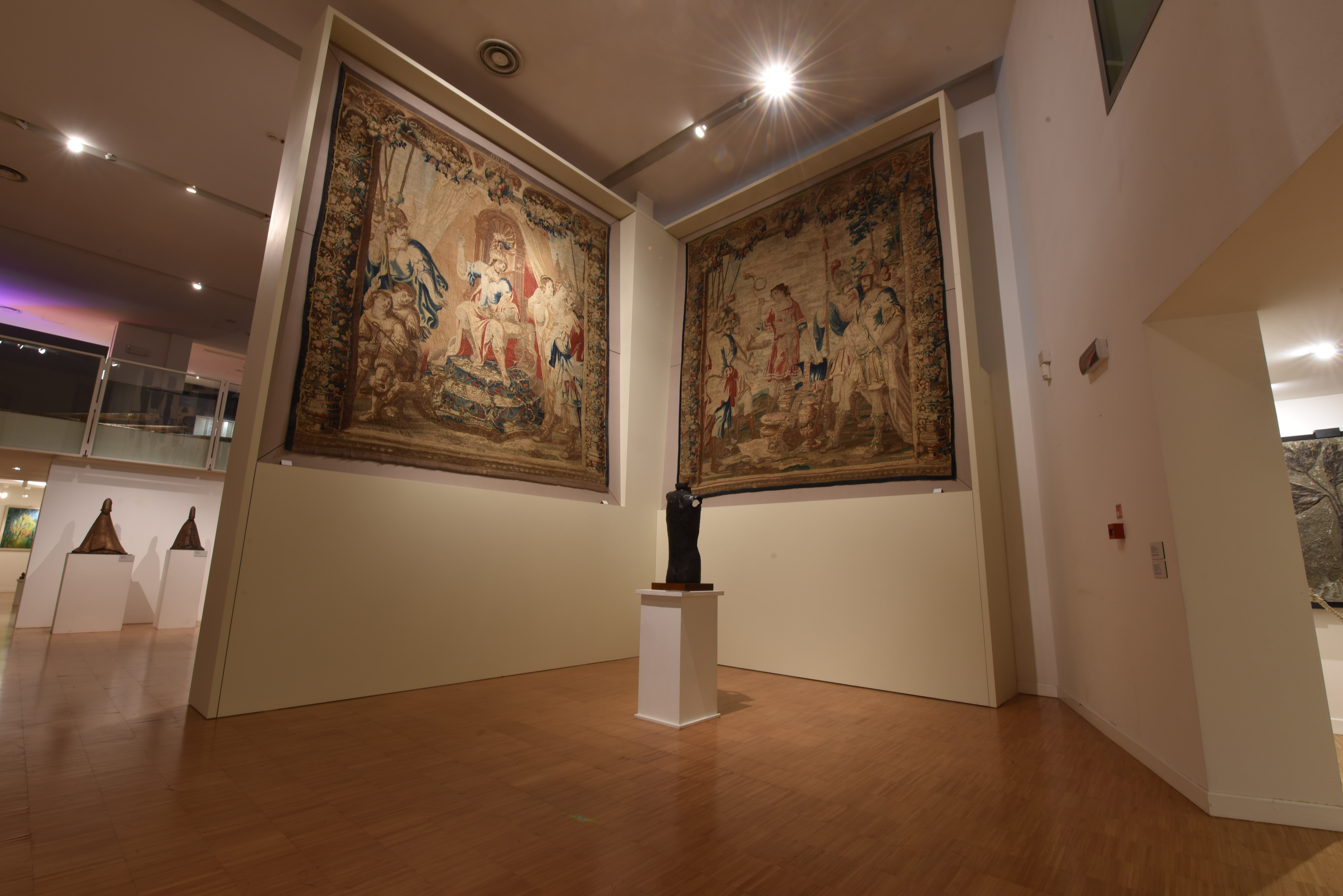
Sala degli arazzi
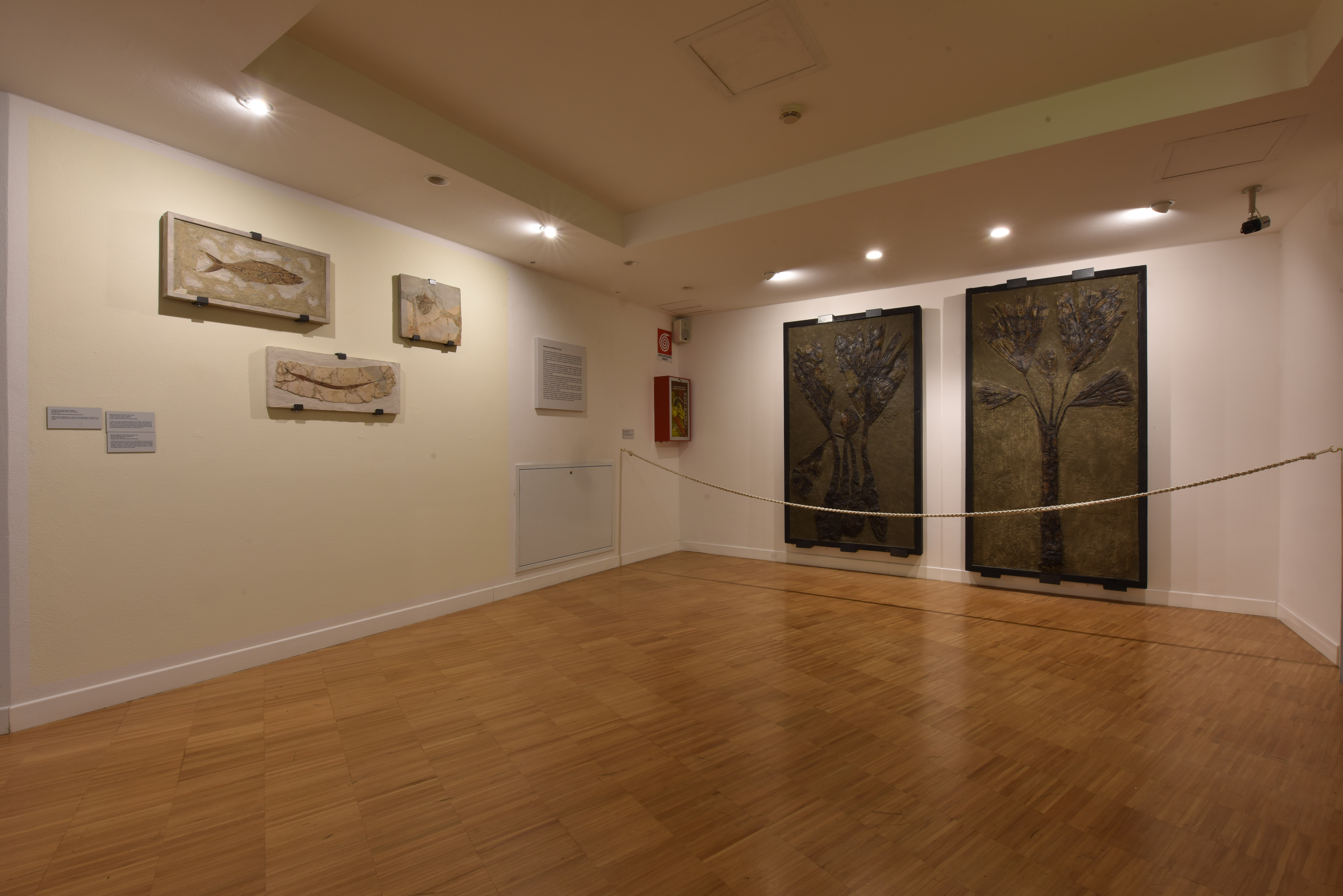
Sala dei fossili